# Monte Caseros
Monte Caseros – miasto w Argentynie, położone w południowo-wschodniej części prowincji Corrientes, przy granicy z Urugwajem.

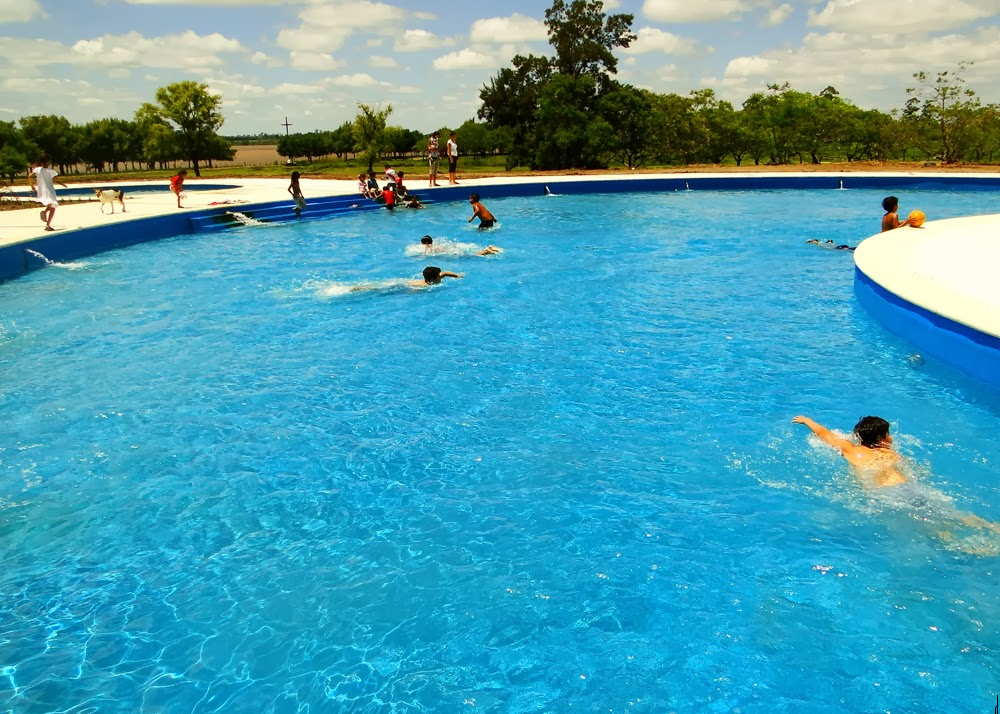
Park wodny Monte Caseros

## Opis
Miejscowość została założona w 1855 roku. 3 lutego 1852 miało miejsce starcie zbrojne, znane jako bitwa pod Monte Caseros w trakcie wojny Argentyny z Urugwajem i Brazylią (1839–1852). Obecnie Monte Caseros jest znanym ośrodkiem turystycznym, położonym nad rzeką graniczną Urugwaj. W mieście znajduje się krajowy port lotniczy, przez miasto przebiega też droga krajowa RP129 i linia kolejowa.

## Atrakcje turystyczne
- Museo Estacion del Este[3] – Muzeum kolejowe,
- Parque Acuático Termal[4] – park wodny,
- Playas en Monte Caseros[5] – plaża.